# Ulrich Gottfried Leinsle
Ulrich Gottfried Leinsle OPraem (* 4. Oktober 1948 in Mittelrieden) ist ein römisch-katholischer Ordensgeistlicher, Philosoph und Hochschullehrer.

## Leben und Wirken
Leinsle studierte von 1968 bis 1976 Katholische Theologie in Augsburg und München und Philosophie in Innsbruck und Rom (Gregoriana). Seit 1970 ist er Prämonstratenser des Stiftes Schlägl. Er erwarb 1974 den Dr. theol. am Grabmann-Institut und 1979 den Dr. phil. in Rom. Nach der Priesterweihe 1975 war er von 1978 bis 1981 Assistent und Lehrbeauftragter an der Katholisch-Theologischen Hochschule Linz, wo er von 1981 bis 1989 als Professor für Philosophie lehrte und von 1986 bis 1988 als Rektor wirkte.
Seine Habilitation für Christliche Philosophie erfolgte 1985 an der Universität Innsbruck. Seit 1989 war er Professor für Systematische Theologie (Philosophisch-Theologische Propädeutik) an der Universität Regensburg. Seit 1997 war er Praeses der Historischen Kommission des Prämonstratenserordens. Von 1998 bis 2000 war er Prorektor der Universität Regensburg. Am 1. April 2013 trat er in den Ruhestand.
Internationale Anerkennung fanden besonders Leinsles Arbeiten zur Geschichte der scholastischen Philosophie des Mittelalters und der Neuzeit.
Leinsle ist seit 2009 Mitglied der Kommission Erforschung der Kultur des Spätmittelalters der Akademie der Wissenschaften zu Göttingen.

## Auszeichnungen
- 2012: Josef-Dobrovský-Medaille der Akademie der Wissenschaften der Tschechischen Republik für Verdienste um die philologischen und philosophischen Wissenschaften

## Schriften (Auswahl)

### Als Autor
- Res et signum. Das Verständnis zeichenhafter Wirklichkeit in der Theologie Bonaventuras (= Veröffentlichungen des Grabmann-Institutes zur Erforschung der Mittelalterlichen Theologie und Philosophie. N.F.. Band 26). Schöningh, München/Paderborn/Wien 1976, ISBN 3-506-79426-4 (zugleich Dissertation, München 1974).
- Vivianus von Prémontré. Ein Gegner Abaelards in der Lehre von der Freiheit (= Bibliotheca analectorum Praemonstratensium. Band 13). Praemonstratensia, Averbode 1978, OCLC 5162020 (zugleich Dissertation, Gregoriana 1978).
- Das Ding und die Methode. Methodische Konstitutionen und Gegenstand der frühen protestantischen Metaphysik (= Reihe wissenschaftliche Texte. Band 36). Maro-Verlag, Augsburg 1985, ISBN 3-87512-136-8 (zugleich Habilitationsschrift, Innsbruck 1985).
- Reformversuche protestantischer Metaphysik im Zeitalter des Rationalismus (= Reihe wissenschaftliche Texte. Band 42). Maro-Verlag, Augsburg 1988, ISBN 3-87512-142-2.
- Vom Umgang mit Dingen. Ontologie im dialogischen Konstruktivismus (= Reihe wissenschaftliche Texte. Band 44). Maro-Verlag, Augsburg 1992, ISBN 3-87512-145-7.
- Einführung in die scholastische Theologie (= UTB. Band 1865). Schöningh, Paderborn/München/Wien/Zürich 1995, ISBN 3-506-99461-1.
  - Görföl Tibor als Übersetzer: A skolasztikus teológia története. Osiris, Budapest 2007, ISBN 978-963-389-923-6.
  - Michael J. Miller als Übersetzer: Introduction to Scholastic Theology. Catholic University of America Press, Washington 2010, ISBN 0-8132-1925-6.
- Studium im Kloster. Das philosophisch-theologische Hausstudium des Stiftes Schlägl 1633–1783 (= Bibliotheca Analectorum Praemonstratensium. Band 20). Praemonstratensia vzw, Averbode 2000, ISBN 90-76817-03-0.
- Analecta Praemonstratensia. Index generalis tomorum XLIV (1968) – LXXV (1999). Praemonstratensia vzw, Averbode 2002, ISBN 90-76817-04-9.
- Dilinganae disputationes. Der Lehrinhalt der gedruckten Disputationen an der Philosophischen Fakultät der Universität Dillingen 1555–1648  (= Jesuitica. Band 11). Schnell und Steiner, Regensburg 2006, ISBN 3-7954-1873-9.
- Die Prämonstratenser. Kohlhammer, Stuttgart 2020, ISBN 978-3-17-032389-6.
- Ulrich Gottfried Leinsle schrieb zahlreiche Artikel für das Biographisch-Bibliographische Kirchenlexikon (BBKL).

### Als Herausgeber
- Die Akten der Provinzialkapitel der Bayerischen Prämonstratenser-Zirkarie 1601–1761 (= Bibliotheca Analectorum Praemonstratensium. Band 23). Praemonstratensia vzw, Averbode 2013, ISBN 90-76817-06-5.
- Jacobus Pontanus: Akademische Reden an der Universität Dillingen 1572–1582. MV-Wissenschaft, Münster 2014, ISBN 3-95645-252-6.
- Annales Speinshartenses – Die Jahrbücher der Prämonstratenserabtei Speinshart 1661–1770 (= Speinshartensia. Band 3). Verlag der Buchhandlung Eckhart Bodner, Pressath 2016, ISBN 3-926817-50-X.